# SB-200646
SB-200646是一种含氮有机化合物，化学式C15H14N4O，能作为5-HT2受體的受体拮抗剂，在大鼠中有抗焦慮藥作用。